# Lancio del martello
Il lancio del martello è una specialità sia maschile che femminile dell'atletica leggera in cui l'atleta cerca di scagliare il più lontano possibile una sfera metallica legata con un cavo d'acciaio ad un'impugnatura (il martello).

## Regole
Le regole sono simili a quelle delle altre prove di lancio: i concorrenti hanno a disposizione un certo numero di lanci, vengono valutati in base al loro miglior lancio valido, e vince chi ha effettuato il lancio valido più lungo.
L'attrezzo, per essere accettato in gara e per l'omologazione di un record, deve essere conforme alle specifiche della World Athletics. Esso è formato da tre parti: una testa metallica (di forma perfettamente sferica), un cavo costituito da un filo d'acciaio ed una impugnatura. Per gli uomini, il peso complessivo del martello deve essere compreso tra 7,260 kg e 7,285 kg, il diametro della testa tra 11 cm e 13 cm, e la distanza tra la testa e l'impugnatura tra 117,5 cm e 121,5 cm. Per le donne, il peso complessivo del martello deve essere compreso tra 4 kg e 4,025 kg, il diametro della testa tra 9,5 cm e 11 cm, e la distanza tra la testa e l'impugnatura tra 116 cm e 119,5 cm.
La pedana, entro la quale l'atleta esegue la prova, è circolare, con un diametro interno di 2,135 m, ed è dotata di una robusta gabbia, a forma di U, che la circonda onde assicurare l'incolumità degli spettatori, degli ufficiali di gara e degli altri concorrenti. Il settore di lancio è di 40° con il vertice coincidente con il centro della pedana.
L'atleta esegue generalmente 3, 4 o 5 rotazioni prima del rilascio, facendo ruotare il martello al di sopra della propria testa, dopodiché gira su sé stesso mantenendo le braccia tese il più possibile. Il lancio è valido se l'attrezzo cade completamente entro i margini interni delle linee bianche delimitanti il settore di caduta. Inoltre l'atleta deve uscire dalla metà posteriore della pedana una volta atterrato l'attrezzo.

## Storia
L'attuale specialità sportiva è la versione moderna delle antiche competizioni in cui l'attrezzo scagliato era un vero e proprio martello, di quelli usati dai fabbri o dai carpentieri. Una gara simile viene praticata ancora oggi negli Highland Games, i tradizionali giochi scozzesi.
La disciplina moderna prevede una preparazione agonistica molto pesante, incentrata sull'allenamento della forza massima e di quella esplosiva e sulla coordinazione motoria, i martellisti di alto livello sono noti per la loro forza, molti martellisti sono diventati campioni nazionali di sollevamento pesi con una tecnica di sollevamento molto rozza, battendo comunque i sollevatori di professione, in altre sfide su scatti di 30 m i velocisti olimpici hanno grosse difficoltà e a volte non riescono nemmeno a battere i lanciatori. Per formare un martellista finito servono una decina di anni.
Il lancio del martello è presente ai Giochi olimpici sin dal 1900, come specialità unicamente maschile. Le competizioni femminili sono state ufficialmente riconosciute dalla World Athletics solo nel 1995. Il lancio del martello femminile è stato introdotto ai Mondiali di atletica leggera nel 1999 e ai Giochi olimpici nel 2000 a Sydney.

## Tecnica
L'attuale tecnica di lancio prevede un numero variabile di rotazioni, in senso antiorario per gli atleti destrorsi ed orario per i mancini. Gli atleti destrorsi appoggiano l'impugnatura dell'attrezzo (detta maniglia) sui polpastrelli della mano sinistra e vi appoggiano sopra la mano destra come per formare un triangolo. Frequentemente viene indossato sulla mano sinistra un guanto, come previsto dal regolamento le falangi devono essere divise ed ispezionabili. L'atleta porge le spalle al settore di lancio e si posiziona con i piedi leggermente divaricati all'estremo opposto della pedana. Alcune pendolazioni possono precedere i preliminari, delle rotazioni del martello sopra la testa dell'atleta, solitamente da 2 a 4. L'ultimo preliminare coincide con la partenza del primo giro nel quale l'atleta spinge con il piede destro che ruota a terra, come per spegnere una sigaretta; contemporaneamente il piede sinistro ruota sul tallone.
Effettuata una rotazione di circa 180° il piede sinistro, detto piede perno, passa da un appoggio del tallone alla punta ed il piede destro si alza da terra. A questo punto una sorta di "ginocchiata" permette alla gamba destra una rapida rotazione che termina con un nuovo appoggio di punta, la cui spinta coincide con la partenza del secondo giro. Le rotazioni si susseguono in questo modo fino al "finale", il momento il cui l'atleta al termine dell'ultimo giro procede ad un'ultima spinta con il piede destro, il piede sinistro puntella la rotazione, il baricentro si alza estendendo le ginocchia, la schiena si inarca indietro e le braccia trascinano l'attrezzo in una rapida risalita. Allontanare la punta delle dita è sufficiente per lasciare partire l'attrezzo.
Gli atleti mancini eseguono la rotazione nel senso opposto, la mano a contatto con la maniglia è la destra ed il piede destro è il piede perno.
Una variante spesso utilizzata dagli atleti esperti, che consente di effettuare una rotazione aggiuntiva, prevede il primo giro sulla punta del piede perno senza passare ad un appoggio di tallone. Questo adattamento permette di risparmiare spazio sulla pedana ed avere un'ulteriore rotazione per accelerare l'attrezzo.
Le porte della gabbia che circonda la pedana non sono simmetriche, per gli atleti destrimani la porta della gabbia sul lato destro è parallela alla linea che delimita il settore di lancio, la porta sinistra è "chiusa" ed occupa parte del settore di lancio. Per i mancini è il contrario. Questa normativa è ben evidenziata nel regolamento.

## Record

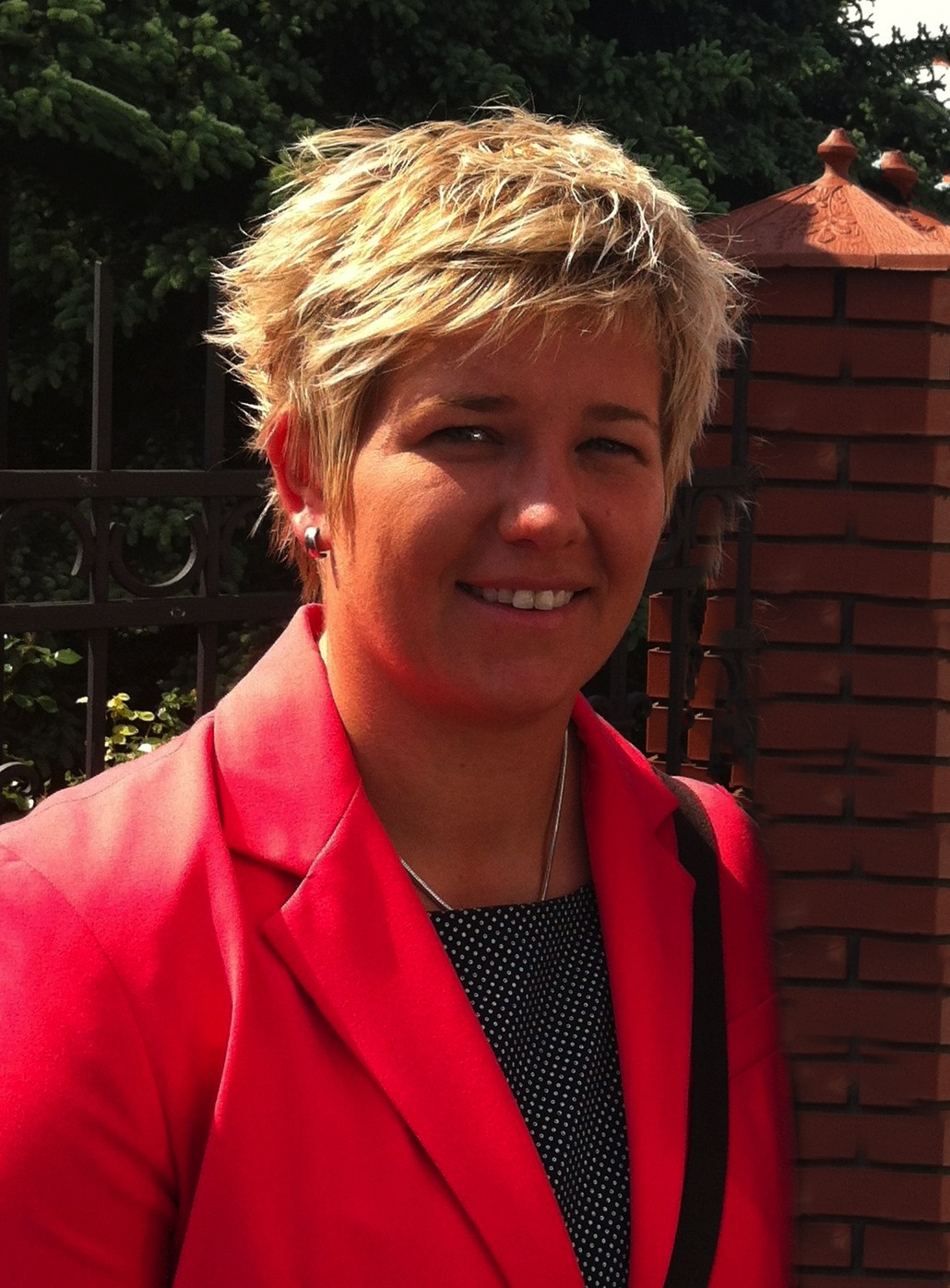
Anita Włodarczyk, primatista mondiale femminile della specialità

Il record mondiale del lancio del martello è di 86,74 metri per gli uomini, stabilito dal sovietico Jurij Sedych il 30 agosto 1986 a Stoccarda, in occasione dei campionati europei, e di 82,98 metri per le donne stabilito dalla polacca Anita Włodarczyk il 28 agosto 2016 a Varsavia, durante il Memorial Skolimowska.

### Maschili
Statistiche aggiornate al 16 settembre 2024.
|                             | Misura  | Atleta            | Luogo     | Data              |
| --------------------------- | ------- | ----------------- | --------- | ----------------- |
| Record mondiale             | 86,74 m | Jurij Sedych      | Stoccarda | 30 agosto 1986    |
| Record olimpico             | 84,80 m | Sergej Litvinov   | Seul      | 26 settembre 1988 |
| Record africano             | 81,27 m | Mostafa Al-Gamel  | Il Cairo  | 21 marzo 2014     |
| Record asiatico             | 84,86 m | Kōji Murofushi    | Praga     | 29 giugno 2003    |
| Record europeo              | 86,74 m | Jurij Sedych      | Stoccarda | 30 agosto 1986    |
| Record nord-centroamericano | 84,38 m | Ethan Katzberg    | Nairobi   | 20 aprile 2024    |
| Record oceaniano            | 79,29 m | Stuart Rendell    | Varaždin  | 6 luglio 2002     |
| Record sudamericano         | 78,63 m | Wagner Domingos   | Celje     | 19 giugno 2016    |
| Record nazionale            | 81,64 m | Enrico Sgrulletti | Roma      | 3 marzo 1997      |

### Femminili
Statistiche aggiornate al 26 giugno 2021.
|                             | Misura  | Atleta              | Luogo          | Data           |
| --------------------------- | ------- | ------------------- | -------------- | -------------- |
| Record mondiale             | 82,98 m | Anita Włodarczyk    | Varsavia       | 28 agosto 2016 |
| Record olimpico             | 82,29 m | Anita Włodarczyk    | Rio de Janeiro | 15 agosto 2016 |
| Record africano             | 75,49 m | Annette Echikunwoke | Tucson         | 22 maggio 2021 |
| Record asiatico             | 77,68 m | Wang Zheng          | Chengdu        | 29 marzo 2014  |
| Record europeo              | 82,98 m | Anita Włodarczyk    | Varsavia       | 28 agosto 2016 |
| Record nord-centroamericano | 80,31 m | DeAnna Price        | Eugene         | 26 giugno 2021 |
| Record oceaniano            | 74,61 m | Lauren Bruce        | Tucson         | 20 maggio 2021 |
| Record sudamericano         | 73,74 m | Jennifer Dahlgren   | Buenos Aires   | 10 aprile 2010 |
| Record nazionale            | 75,77 m | Sara Fantini        | Madrid         | 18 giugno 2022 |

Legenda:
: record mondiale
: record olimpico
: record africano
: record asiatico
: record europeo
: record nord-centroamericano e caraibico
: record oceaniano
: record sudamericano
: record italiano

## Migliori atleti

### Maschili
Statistiche aggiornate al 16 settembre 2024.
|     | Misura  | Atleta              | Luogo           | Data             |
| --- | ------- | ------------------- | --------------- | ---------------- |
| 1.  | 86,74 m | Jurij Sedych        | Stoccarda       | 30 agosto 1986   |
| 2.  | 86,04 m | Sergej Litvinov     | Dresda          | 3 luglio 1986    |
| 3.  | 84,90 m | Vadzim Dzevjatoŭski | Minsk           | 21 luglio 2005   |
| 4.  | 84,86 m | Kōji Murofushi      | Praga           | 29 giugno 2003   |
| 5.  | 84,62 m | Ihar Astapkovič     | Siviglia        | 6 giugno 1992    |
| 6.  | 84,51 m | Ivan Cichan         | Hrodna          | 9 luglio 2008    |
| 7.  | 84,48 m | Igor' Nikulin       | Losanna         | 12 luglio 1990   |
| 8.  | 84,40 m | Jüri Tamm           | Banská Bystrica | 9 settembre 1984 |
| 9.  | 84,38 m | Ethan Katzberg      | Nairobi         | 20 aprile 2024   |
| 10. | 84,19 m | Adrián Annus        | Szombathely     | 10 agosto 2003   |

### Femminili
Statistiche aggiornate al 26 maggio 2023.
|     | Misura  | Atleta             | Luogo       | Data              |
| --- | ------- | ------------------ | ----------- | ----------------- |
| 1.  | 82,98 m | Anita Włodarczyk   | Varsavia    | 28 agosto 2016    |
| 2.  | 80,31 m | DeAnna Price       | Eugene      | 26 giugno 2021    |
| 3.  | 80,17 m | Brooke Andersen    | Tucson      | 21 maggio 2023    |
| 4.  | 79,42 m | Betty Heidler      | Halle       | 21 maggio 2011    |
| 5.  | 78,62 m | Camryn Rogers      | Los Angeles | 26 maggio 2023    |
| 6.  | 78,51 m | Tat'jana Lysenko   | Čeboksary   | 5 luglio 2012     |
| 7.  | 78,00 m | Janee' Kassanavoid | Tucson      | 21 maggio 2022    |
| 8.  | 77,78 m | Gwen Berry         | Chorzów     | 8 giugno 2018     |
| 9.  | 77,68 m | Wang Zheng         | Chengdu     | 29 marzo 2014     |
| 10. | 77,33 m | Zhang Wenxiu       | Incheon     | 28 settembre 2014 |